# Решко, Стефан Михайлович
Стефа́н Миха́йлович Ре́шко (24 марта 1947, Ключарки, Мукачевский район, Закарпатская область, Украинская ССР, СССР) — советский и украинский футболист, защитник. Игрок сборной СССР. Заслуженный мастер спорта (1975).

## Биография
Во время учёбы в художественно-ремесленном ПТУ начал серьёзно увлекаться футболом. После училища работал по специальности краснодеревщиком на фанерно-мебельном комбинате. В 1965 году дебютировал в «Верховине» Ужгород. В 1966 году, не желая проходить армейскую службу в львовском СКА, перешёл в «Локомотив» Винница. В 1968—1970 годах играл в одесском «Черноморце», в составе которого дважды (1969, 1970) входил в списки лучших футболистов УССР. Будучи игроком одесской команды начал привлекаться к матчам олимпийской сборной СССР, сыграв в 1969 году в её составе в двух неофициальных матчах. В конце 1970 года перешёл в «Динамо» Киев, где играл до конца карьеры.
В 1971 году сыграл три матча в составе олимпийской сборной СССР, в 1975—1976 годах — 15 матчей за главную сборную.
После завершения футбольной карьеры в 1979 окончил Высшую школу МВД, затем работал в Академии МВД, получил звание полковника милиции. Ныне[уточнить] — начальник кафедры, доцент Национальной академии внутренних дел Украины, председатель комитета по вопросам проведения соревнований и справедливой игры, Контрольно-дисциплинарного комитета Федерации футбола Украины. К 110-летию украинского футбола награждён орденом «За заслуги» III степени.
Баптист. Старший брат Владимир — также футболист. Первая жена умерла в 1988 году от рака желудка. Через пять лет женился вторично. Жена — Лариса, трое детей: дочь Виктория, два сына — Стефан (играл в юношеской команде киевского «Динамо») и Евгений, внучка Екатерина и внук Антон.
В 2015 году награждён орденом «За заслуги» II степени.

## Достижения

### Командные
«Динамо» (Киев)
- Чемпион СССР (4): 1971, 1974, 1975, 1977
- Обладатель Кубка СССР (2): 1974, 1978
- Обладатель Кубка обладателей Кубков УЕФА: 1975
- Обладатель Суперкубка УЕФА: 1975

Сборная СССР
- Бронзовый призёр Олимпийских игр 1976

### Личные
- В списках 33 лучших футболистов сезона в СССР (1): № 2 (1975)
- В списках лучших футболистов Украинской ССР[укр.] (9): № 1 (1971, 1974, 1976, 1977), № 2 (1969, 1973, 1975), № 3 (1970, 1972)
- Заслуженный мастер спорта (1975)
- Награждён орденом Украины «За заслуги» III степени (2004)[6], II степени (2015)[5] и I степени (2020)[7]